# Johni Broome
Johni Broome (Plant City, Florida, 19 de julio de 2002) es un baloncestista estadounidense que pertenece a la plantilla de los Philadelphia 76ers de la NBA. Jugó en su etapa universitaria con Morehead State y Auburn, de la división I de la NCAA. Con 2,08 metros de estatura, juega en la posición de ala-pívot.

## Trayectoria deportiva

### Universidad
Jugó dos temporadas con los Eagles de la Universidad Estatal de Morehead, en las que promedió 15,4 puntos, 9,8 rebotes, 1,0 asistencias y 2,9 tapones por partido. En su primera temporada fue elegido Freshman del Año de la Ohio Valley Conference e incluido en el mejor quinteto de la conferencia, tras haber sido elegido a lo largo de la misma hasta en nueve ocasiones como novato de la semana de la conferencia, batiendo el récord de su universidad que tenía hasta ese momento Kenneth Faried con ocho.
En su segunda temporada promedió 16,8 puntos, 10,5 rebotes y 3,9 tapones por partido, siendo incluido nuevamente en el mejor quinteto de la OVC, además de ser elegido Jugador Defensivo del Año. El 4 de abril de 2022 entró en el portal de transferencias de la NCAA, y el 30 de ese mes anunció que sería transferido a los Auburn Tigers, eligiendo ese equipo por encima de Florida Gators.
Jugó tres temporadas más con los Tigers de la Universidad de Auburn, en las que promedió 16,5 puntos, 9,3 rebotes, 2,2 asistencias y 2,2 tapones por partido. En su última temporada fue elegido Jugador del Año de la Southeastern Conference, además de recibir el Premio Karl Malone al mejor ala-pívot universitario, el Pete Newell Big Man Award concedido por la Asociación Nacional de Entrenadores de Baloncesto al mejor jugador interior del año, y fue incluido en el primer equipo consensuado All-American.

#### Estadísticas
| Año     | Equipo         | PJ  | PT  | MPP  | %TC  | %3P  | %TL  | RPP  | APP | ROB | TPP | PPP  |
| ------- | -------------- | --- | --- | ---- | ---- | ---- | ---- | ---- | --- | --- | --- | ---- |
| 2020–21 | Morehead State | 30  | 27  | 25.8 | .571 | –    | .618 | 9.0  | .7  | .6  | 1.9 | 13.8 |
| 2021–22 | Morehead State | 34  | 34  | 28.3 | .555 | .000 | .636 | 10.5 | 1.2 | .7  | 3.9 | 16.8 |
| 2022–23 | Auburn         | 33  | 33  | 26.5 | .527 | .290 | .560 | 8.4  | 1.3 | .9  | 2.4 | 14.2 |
| 2023–24 | Auburn         | 35  | 34  | 24.8 | .548 | .354 | .615 | 8.5  | 2.2 | .9  | 2.2 | 16.5 |
| 2024–25 | Auburn         | 36  | 35  | 30.2 | .510 | .278 | .587 | 10.8 | 2.9 | .9  | 2.1 | 18.6 |
| Total   | Total          | 168 | 163 | 27.2 | .539 | .302 | .603 | 9.5  | 1.7 | .8  | 2.5 | 16.1 |

### Profesional
Fue elegido en la trigesimoquinta posición del Draft de la NBA de 2025 por los Philadelphia 76ers.